# マリア・チオンカン
マリア・チオンカン（Maria Cioncan、1977年6月19日 - 2007年1月21日）は、ルーマニアの陸上競技選手。2004年アテネオリンピック女子1500 mで3分58秒39の自己ベストを出し、銅メダルを獲得。
2007年1月21日、ギリシャからの練習の帰途、ブルガリア国内で交通事故のため29歳で死去。

## 主な実績
| 年   | 大会           | 場所               | 種目   | 結果   | 記録    |
| ---- | -------------- | ------------------ | ------ | ------ | ------- |
| 2003 | 世界陸上選手権 | パリ（フランス）   | 800 m  | 準決勝 | 2:00.72 |
| 2003 | 世界陸上選手権 | パリ（フランス）   | 1500 m | 9位    | 4:02.80 |
| 2004 | オリンピック   | アテネ（ギリシャ） | 800 m  | 7位    | 1:59.62 |
| 2004 | オリンピック   | アテネ（ギリシャ） | 1500 m | 銅     | 3:58.39 |

## 自己ベスト
- 800 m - 1:59.44 （2004年）
- 1500 m - 3:58.39 （2004年）
- 3000 m - 8:57.71 （2002年）